# Kunstareal

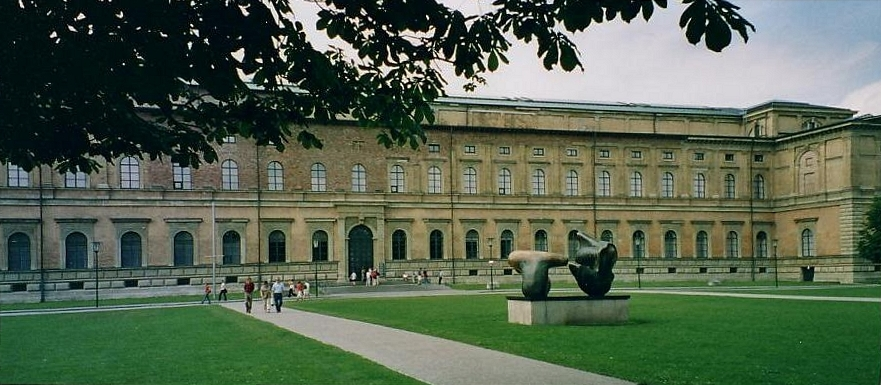
Alte Pinakothek.

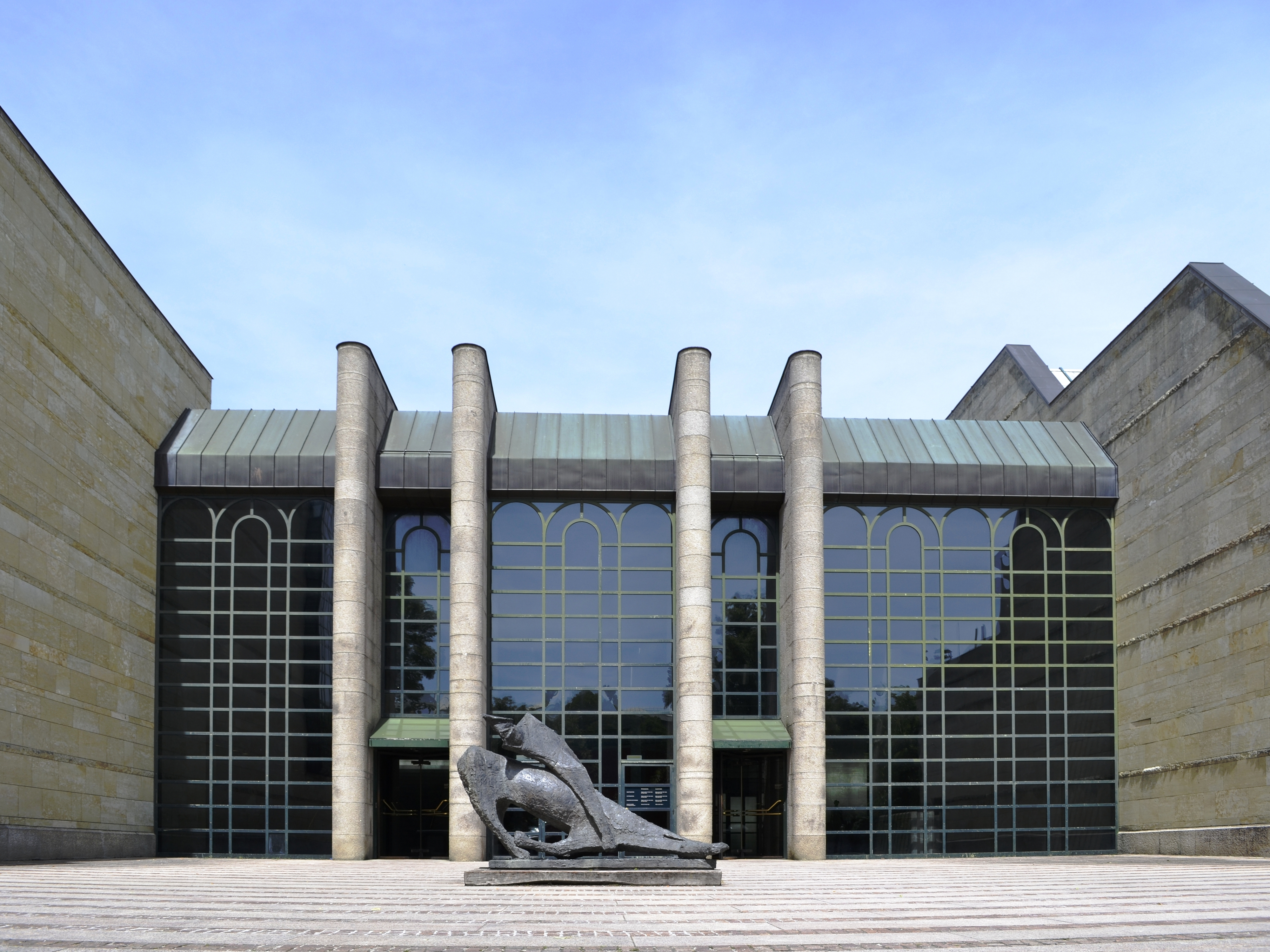
Neue Pinakothek.

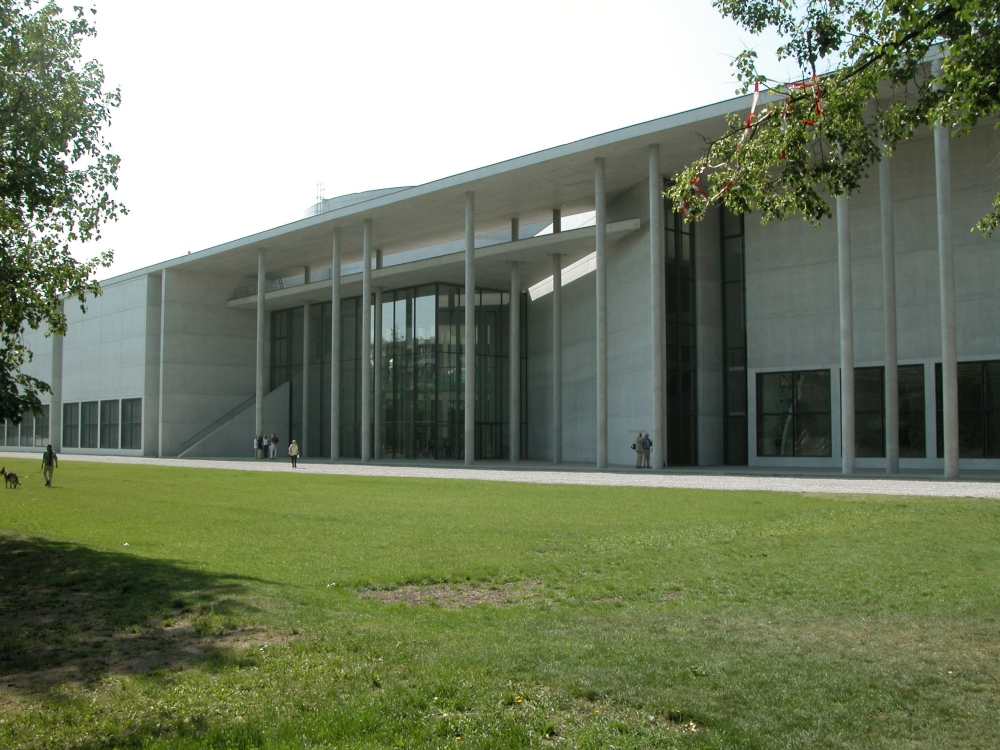
Pinakothek der Moderne.

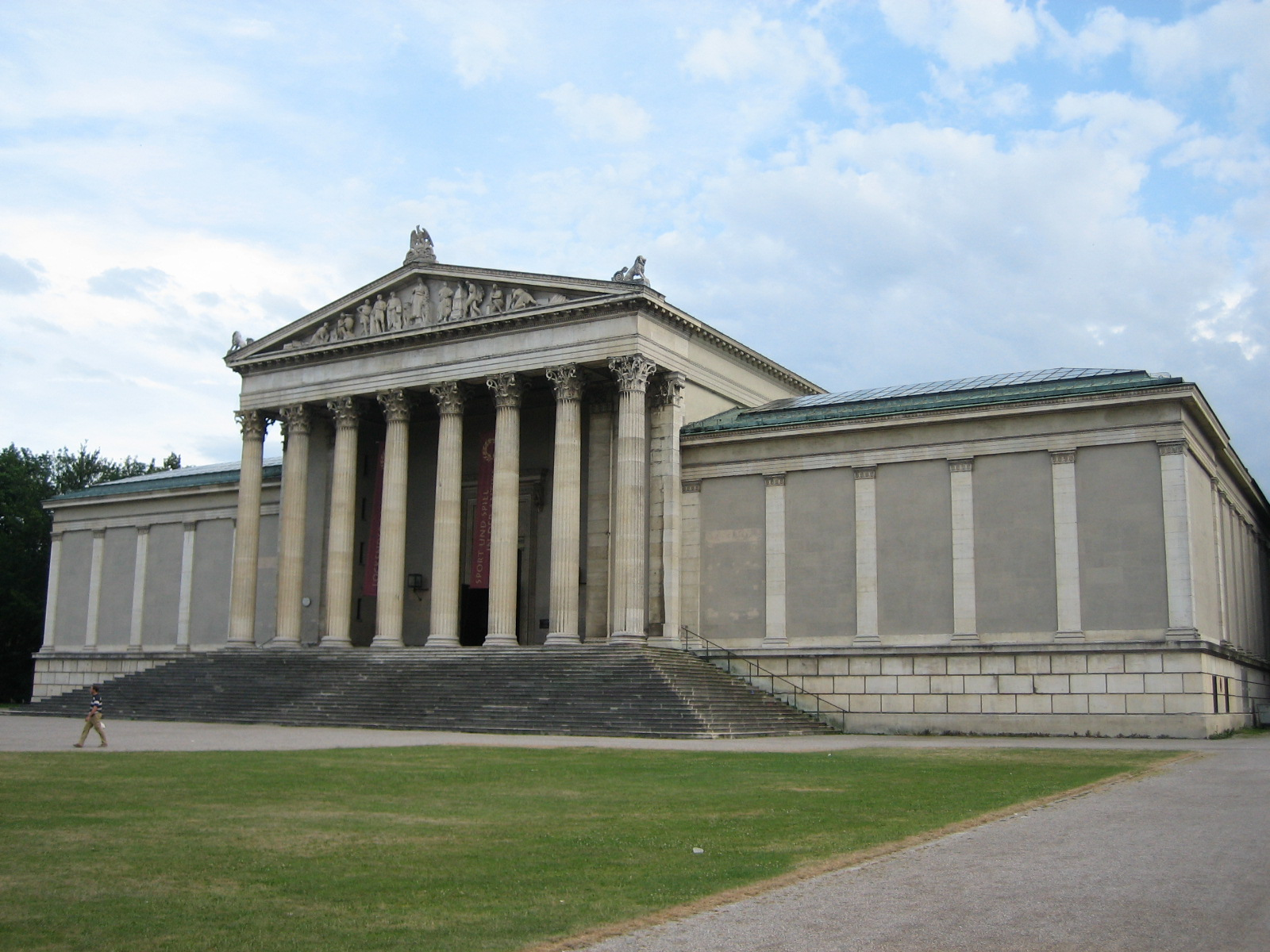
Staatliche Antikensammlung.

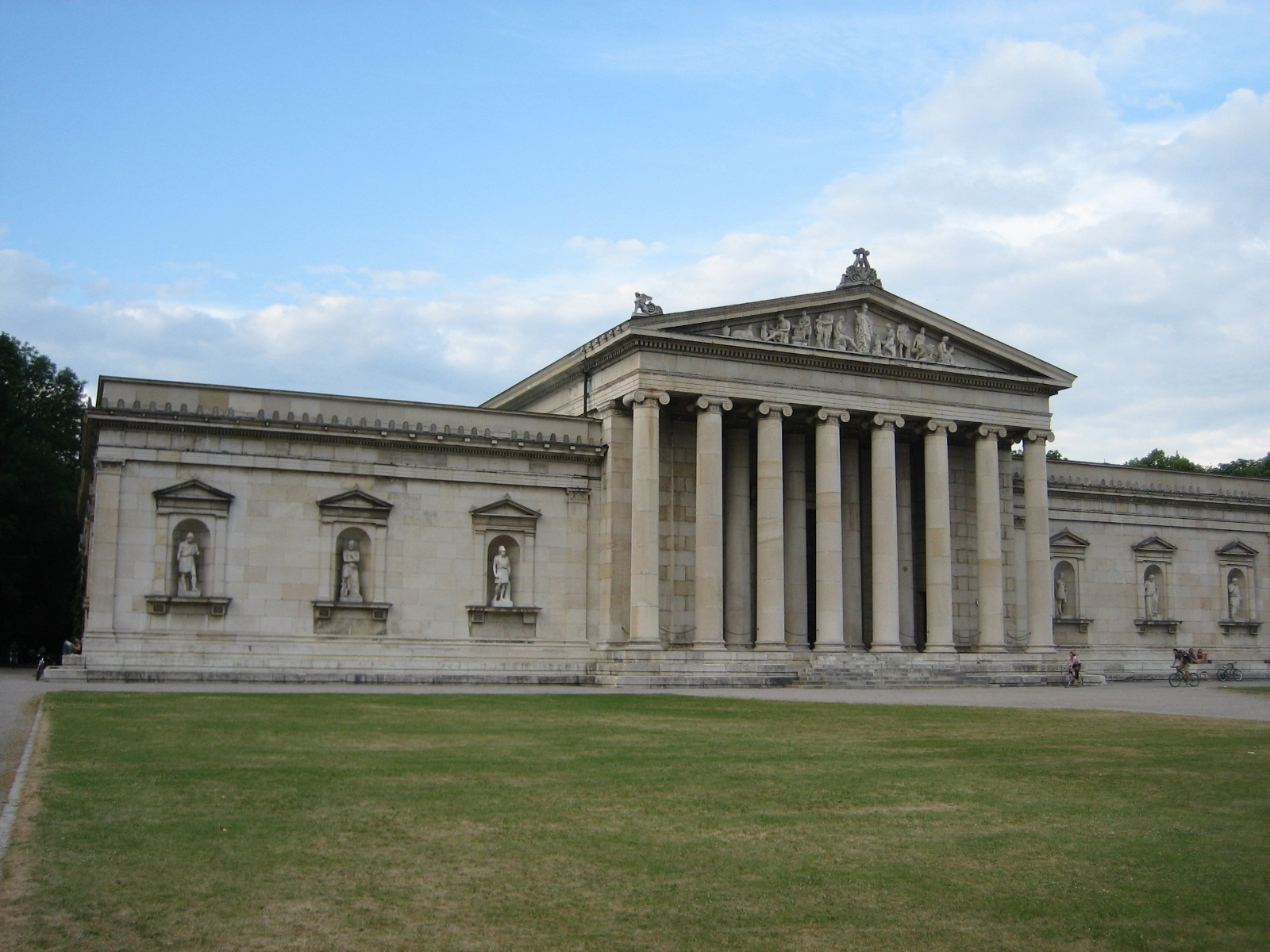
Gliptoteca.

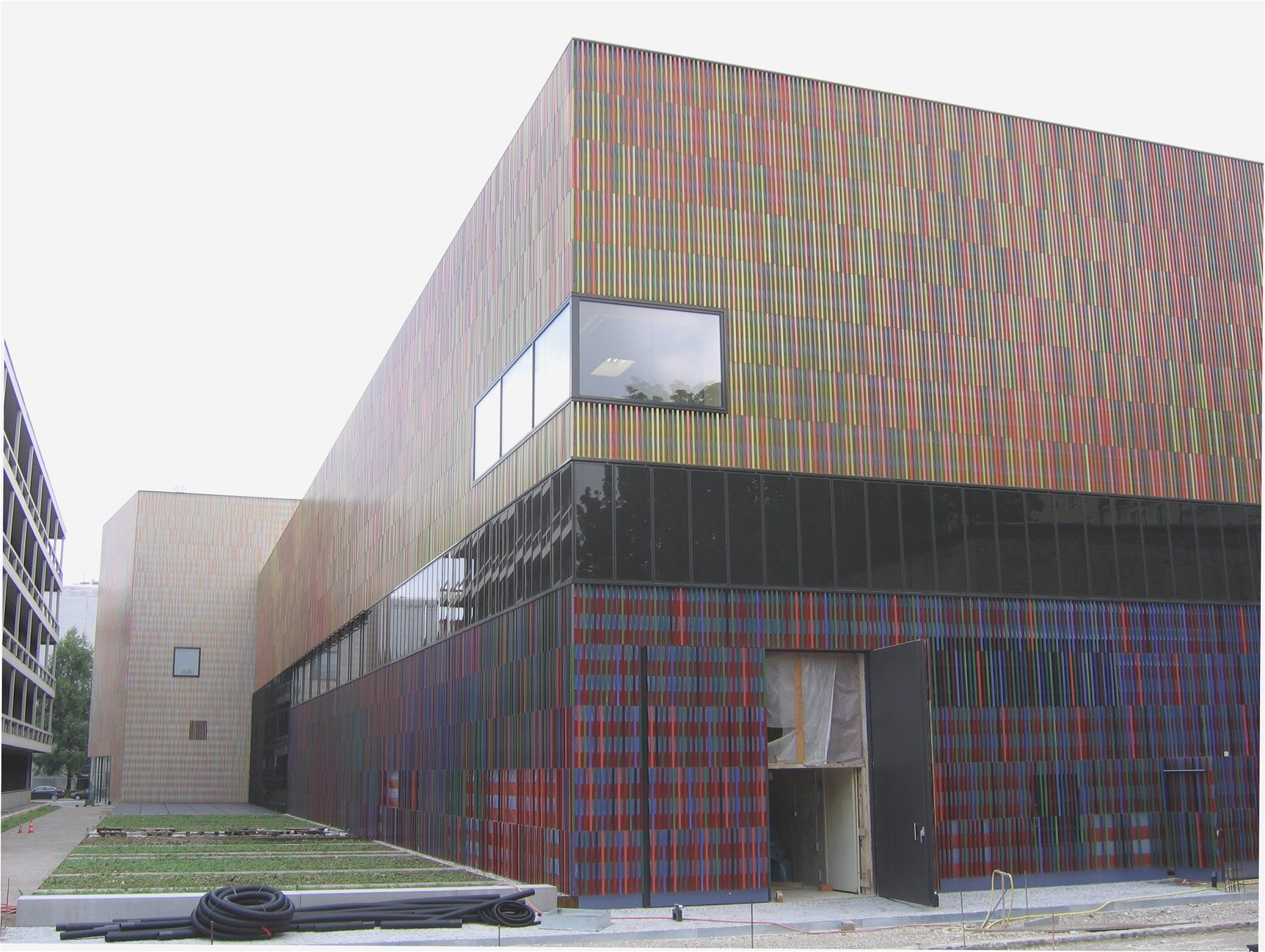
Museo Brandhorst

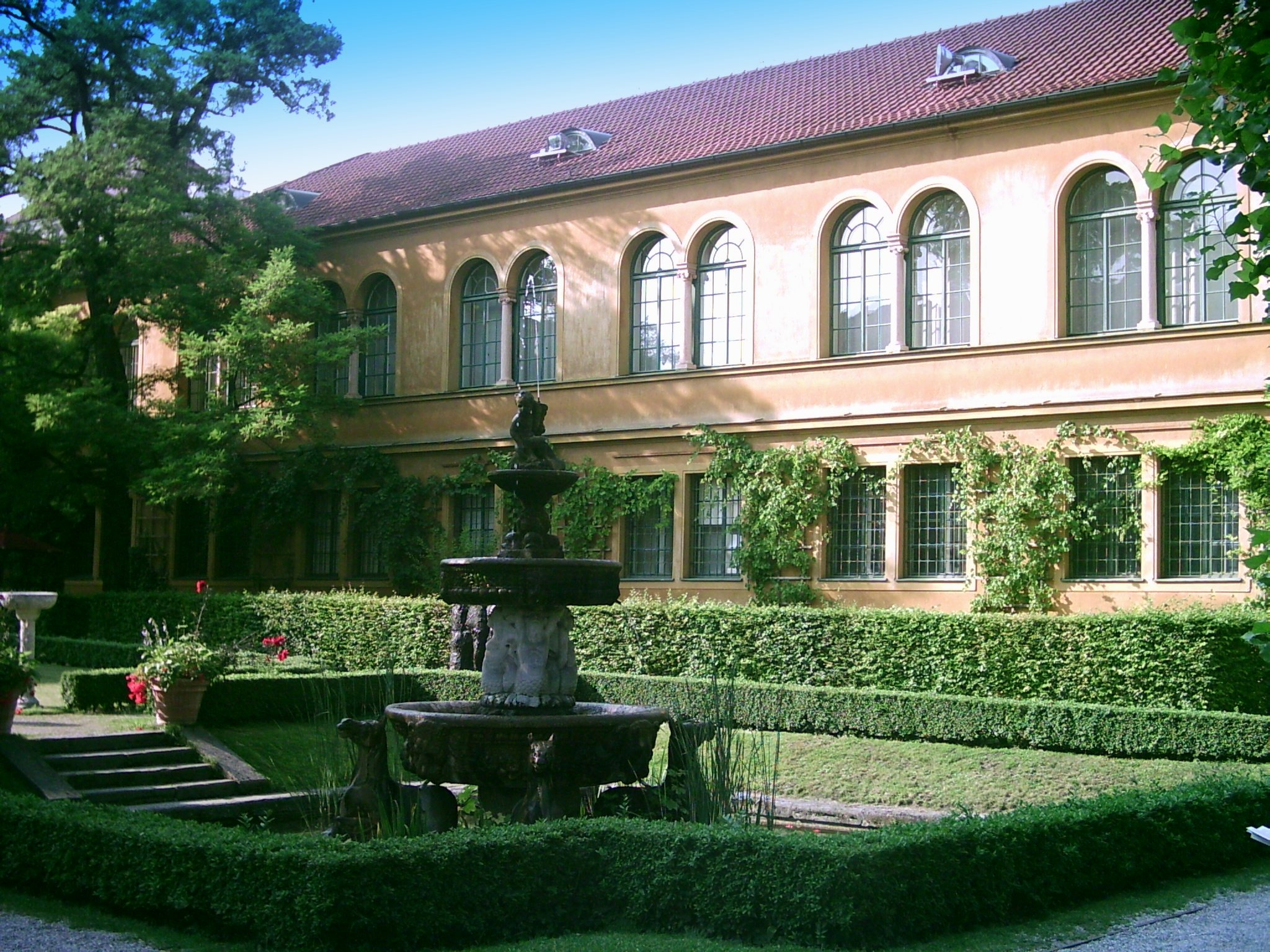
Lenbachhaus.

El Distrito del Arte de Múnich o Kunstareal en alemán, es un barrio en el centro de la capital bávara y está conformado por las tres pinacotecas de la ciudad (Alte Pinakothek, Neue Pinakothek y Pinakothek der Moderne), la Gliptoteca, la Staatliche Antikensammlungen o Colección estatal de antigüedades (ambos museos especializados en arte griego, etrusco y romano), la Lenbachhaus, el Museo Brandhorst (una colección privada de arte moderno) y varias galerías de arte de los alrededores. Además de estos edificios, se planean construir un Museo estatal de arte egipcio (Ägyptische Staatssammlung) y la ampliación de la Lenbachhaus (planeada para concluir en el 2012).
Al sur de la Pinakothek der Moderne se encuentra el palacio neoclásico Palais Dürckheim (construido entre 1842-1844) utilizado para acercar a los visitantes al mundo del arte. La Türkentor (1826) era la puerta de un cuartel militar y es su único resto existente. Allí se planean exhibir muestras temporales de arte contemporáneo.
En el Kunstareal también se encuentran otros museos de ciencias naturales como el Paläontologisches Museum (Museo paleontológico), el Museum Reich der Kristalle (Museo Reino de los Cristales) y el Geologisches Museum (Museo geológico).

## Museos
- Alte Pinakothek Pinacoteca antigua (Pintura europea del siglo XIII al XVIII)
- Neue Pinakothek Pinacoteca nueva (Pintura y escultura europea del siglo XVIII al XIX)
- Pinakothek der Moderne Pinacoteca moderna (Pintura, escultura y fotografía internacional del siglo XX al XXI; Colección de diseño, Gráfica y Arquitectura)
- Palais Dürckheim (Centro mediático)
- Türkentor (Exposiciones temporales )
- Museum Brandhorst (Colección privada de pintura moderna)
- Gliptoteca de Múnich (Escultura griega, etrusca y romana)
- Staatliche Antikensammlungen Colección estatal de antigüedades (cerámica griega, etrusca y romana, joyería y otros objetos)
- Lenbachhaus (Pintura de Múnich, Pinturas del movimiento Blaue Reiter y pinturas y esculturas de los siglos XX y XXI)
- Staatliche Graphische Sammlung (Gráfica internacional del renacimiento al presente)
- Staatliche Agyptische Sammlung (Colección Nacional de Arte Egipcio)